# Michael Frater
Michael Audley Frater (Manchester, 6 ottobre 1982) è un ex velocista giamaicano, campione olimpico e mondiale nella staffetta 4×100 metri.

## Biografia
È membro del MVP Track & Field Club, società che ha base alla University of Technology (U-Tech) di Kingston ed è allenato dal 2001 da Stephen Vincent Francis.
Dal 2006 durante le stagioni agonistiche che si tengono in Europa da giugno a settembre si allena con gli altri atleti dell'MVP Track & Field Club, tra cui Asafa Powell (Giamaica), Nesta Carter (Giamaica), Sherone Simpson (Giamaica), Shelly-Ann Fraser (Giamaica), Melaine Walker (Giamaica), Shericka Williams (Giamaica), Brigitte Foster-Hylton (Giamaica), Germaine Mason (Regno Unito), Markino Buckley (Giamaica), Darrel Brown (Trinidad e Tobago), Andrew Hinds (Barbados), a Lignano Sabbiadoro (Udine) in Italia sulla pista di atletica dello Stadio Comunale "G. Teghil".
Il 4 settembre 2011 vince la medaglia d'oro ai Mondiali di Taegu nella staffetta 4×100 metri con Nesta Carter, Yohan Blake e Usain Bolt stabilendo il nuovo primato mondiale con il tempo di 37"04.
L'11 agosto 2012 vince ancora la medaglia d'oro ai Giochi olimpici di Londra nella staffetta 4×100 metri, composta dagli stessi membri dell'anno precedente, stabilendo un'altra volta il record mondiale con 36"84, scendendo per la prima e finora unica volta sotto i 37 secondi.

## Record nazionali

### Seniores
- Staffetta 4×100 metri: 36"84 ( Londra, 11 agosto 2012)  (Nesta Carter, Michael Frater, Yohan Blake, Usain Bolt)

## Palmarès
| Anno | Manifestazione          | Sede          | Evento      | Risultato        | Prestazione | Note                  |
| ---- | ----------------------- | ------------- | ----------- | ---------------- | ----------- | --------------------- |
| 1999 | Mondiali allievi        | Bydgoszcz     | 4×100 m     | Oro              | 40"03       |                       |
| 2000 | Mondiali juniores       | Santiago      | 100 m piani | 5º               | 10"46       |                       |
| 2002 | Giochi del Commonwealth | Manchester    | 4×100 m     | Argento          | 38"62       |                       |
| 2003 | Giochi panamericani     | Santo Domingo | 100 m piani | Oro              | 10"21       |                       |
| 2003 | Mondiali                | Parigi        | 100 m piani | Quarti di finale | 10"25       |                       |
| 2004 | Giochi olimpici         | Atene         | 100 m piani | Semifinale       | 10"29       |                       |
| 2004 | Giochi olimpici         | Atene         | 4×100 m     | Batteria         | 38"71       |                       |
| 2005 | Mondiali                | Helsinki      | 100 m piani | Argento          | 10"05       |                       |
| 2006 | Giochi del Commonwealth | Melbourne     | 4×100 m     | Oro              | 38"36       |                       |
| 2008 | Giochi olimpici         | Pechino       | 100 m piani | 6º               | 9"97        |                       |
| 2008 | Giochi olimpici         | Pechino       | 4×100 m     | dq               | 37"10       | [ 2 ]                 |
| 2009 | Mondiali                | Berlino       | 100 m piani | Semifinale       | 10"14       |                       |
| 2009 | Mondiali                | Berlino       | 4×100 m     | Oro              | 37"31       | Record dei campionati |
| 2011 | Mondiali                | Taegu         | 100 m piani | Semifinale       | 10"23       |                       |
| 2011 | Mondiali                | Taegu         | 4×100 m     | Oro              | 37"04       | Record mondiale       |
| 2012 | Giochi olimpici         | Londra        | 4×100 m     | Oro              | 36"84       | Record mondiale       |

## Altre competizioni internazionali
2007
- Bronzo alla World Athletics Final ( Stoccarda), 100 m piani - 10"11

2008
- Bronzo alla World Athletics Final ( Stoccarda), 100 m piani - 10"10

2009
- 5º alla World Athletics Final ( Bandiera), 100 m piani - 10"16